# Pidonia formosana
Pidonia formosana är en skalbaggsart som beskrevs av Koichi Tamanuki och Mitono 1939. Pidonia formosana ingår i släktet Pidonia och familjen långhorningar.
Artens utbredningsområde är Taiwan. Inga underarter finns listade i Catalogue of Life.